# Спенс (рапър)
Станислав Найденов Найденов – Спенс е български рапър и продуцент.

## Биография
Роден е в град Плевен. Още като ученик е запален по музиката, но предпочитанията му клонят към метъла – слуша W.A.S.P. и Helloween. Едва по-късно узрява за рапа, под влияние на Snoop Dogg, Kurupt, Dr. Dre и най-вече 2Pac. Докато учи във II АЕГ „Томас Джеферсън“, Спенс прави първите си опити за демо записи, разбира се, съвсем аматьорски – със синтезатор и двукасетъчен касетофон.

### Музикална кариера
След завършването си през 1994 година е приет в Техническия университет – специалност „Комуникационна техника и технологии“. Но покрай безкрайните му ангажименти, така и не успява още да завърши. В София Спенс си дава малко почивка, но през 1995 година започва все повече да се занимава с музика. Свързва се с тримата видински рапъри Змиеядеца, Гявола и Big Mouth, а срещата му със Слим води до създаването на групата „Тим от Дим“. Прави първите си опити с компютърни програми, междувременно работи и в Нова телевизия. Съдбоносна за Спенс е срещата му с DJ Станчо, през 1998 година. Двамата веднага си допадат и решават да работят заедно. DJ Станчо урежда първите участия на Спенс – най-напред в дискотека „Алигатор“ в град София, а впоследствие и в останалата част на страната, където публиката го приема все по-радушно.
През лятото на 2000 година започва работа по дебютния си албум, в който гост вокалисти са Слим, Колумбиеца, Гявола, Чупи, Big Mouth и групата „Димна завеса“, а скречовете в него са на DJ Станчо. Албумът „Прекалено лично 1“ излиза през февруари 2000 година и веднага се нарежда сред най-продаваните заглавия в жанра, печели още повече почитатели на Спенс. В него певецът проповядва легализиране на марихуаната, освен това се засягат ежедневните проблеми, с които се сблъсква младото поколение, както и за корумпираните ченгета и политици. Пилотният клип към албума „Направи ме“ е цензуриран от БНТ, телевизия „ММ" първоначално го сваля от ефир, а впоследствие го излъчва само след полунощ.
Спенс твърди, че е привърженик на генгста рапа и си пада по мелодичния хип-хоп от Западното крайбрежие. Не е привърженик на чистото копиране, макар че използва някои семпли. Музиката, текстовете и аранжиментите в албума му са изцяло негови. Готов е и втори клип от албума му – „Писна ми“. Освен това завършва записите на втория си албум, като му остава време и за гостувания в песни на Сантра и групата Скреч, освен това записва и специална песен за предаването „Споко“ по BTV.
През 2014 г. Спенс в дует с младата поп певица Цвети Радойчева записва видеоклипа „Кисело диско“, посветен на Криско.

## Дискография
- Прекалено лично I – 2001
- Прекалено лично II – 2003
- Храна за всички – 2025 (записан през 2005 г.)[2]

## Филмография
- „Корпус за бързо реагиране 2: Ядрена заплаха“ (2014)
- Под Прикритие (сезон 4, 2014)